# Nürnbergprocessen

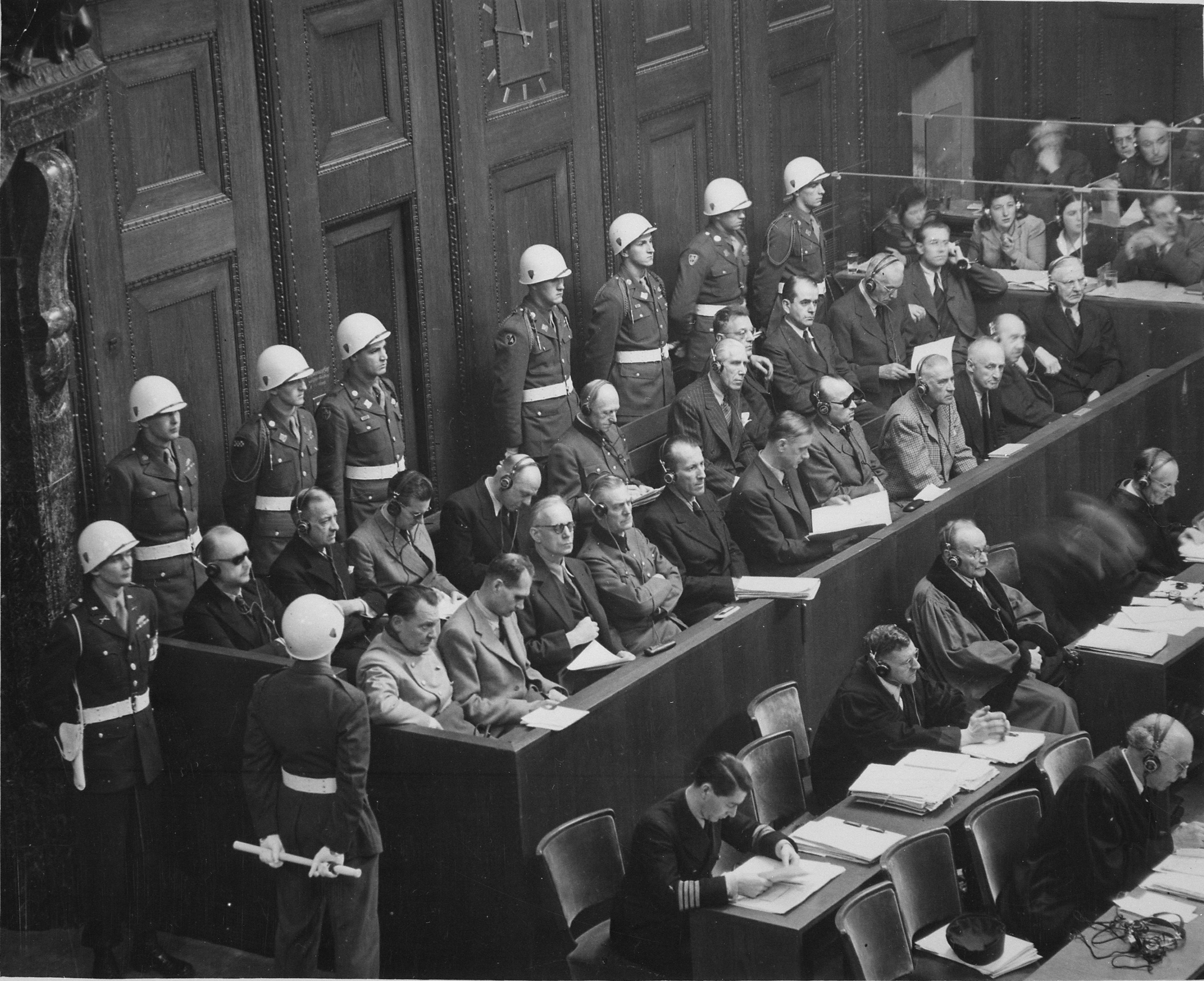
De anklagades bänk i Nürnberg.

Nürnbergprocessen var en internationell rättegång i Nürnberg som varade mellan 20 november 1945 och 1 oktober 1946. De allierade segrarmakterna i andra världskriget ställde 24 militära och politiska ledare från det besegrade Nazityskland inför rätta.
Nürnbergprocessen är den inledande och mest kända av Nürnbergrättegångarna (1945–1949).

## Förhistoria
Vid ett regeringssammanträde i november 1943 föreslog premiärminister Winston Churchill att de främsta tyska krigsförbrytarna skulle avrättas omedelbart. Redan ett år tidigare hade den brittiske ambassadören i Moskva diskuterat summarisk avrättning av tyska krigsförbrytare med sina ryska kolleger. Stalin motsatte sig dock detta; han trodde att detta förfarande skulle kunna framstå som en personlig hämndaktion.
Den amerikanske finansministern Henry Morgenthau, som även hade stort inflytande över utrikespolitiken, förordade omedelbar avrättning av de främsta tyska krigsförbrytarna. Han lade 1944 fram en plan, den så kallade Morgenthauplanen, som syftade till att oskadliggöra Tyskland för all framtid. Vid ett möte den 10 november 1943, strax före Teherankonferensen, förordade Churchill "summarisk behandling" av de främsta krigsförbrytarna, det vill säga arrestering och arkebusering. Churchill och även Roosevelt ställde sig under lång tid på Morgenthaus sida. Den amerikanske krigsministern Henry L. Stimson, som ansåg att en internationell militärtribunal var att föredra före summariska avrättningar, kunde så småningom övertyga Churchill och Roosevelt. Det var i princip inte förrän i och med Jaltakonferensen 1945 som det förelåg konsensus hos de allierade att anordna en krigsförbrytarrättegång. För att genomföra rättegången bildades den Internationella militärtribunalen (International Military Tribunal).

## Åtalspunkter och domstolsstadga
De anklagade i Nürnberg åtalades för något eller några av följande brott, med den innebörd brottstyperna har idag: 
1. Planerande av anfallskrig
2. Brott mot freden
3. Krigsförbrytelser
4. Brott mot mänskligheten

Den domstolsstadga som antogs av segrarmakterna definierar domstolens uppgift som att döma krigsförbrytare från de besegrade makterna för följande, och här skiljer sig definitionerna från vad som sägs i ovanstående artiklar: 
1. Planerande av anfallskrig, det vill säga att planera, förbereda krig eller annan aggression i strid med internationella avtal
2. Brott mot freden, det vill säga att inleda och föra krig eller annan aggression i strid med internationella avtal
3. Krigsförbrytelser, det vill säga brott mot lagar och seder i krig. Detta inkluderar, mord, dålig behandling av och deportation av civilbefolkning på ockuperat område till slavläger, mord och dålig behandling av krigsfångar eller människor som påträffas på öppna havet, dödande av gisslan, plundring, illvillig förstörelse av städer och byar, och sådan förstörelse som inte är påkallad av militära skäl
4. Brott mot mänskligheten, det vill säga mord, folkmord, förslavande, deportation och andra inhumana gärningar mot civilbefolkning före och under kriget, eller förföljelse på politiska, rasliga och religiösa grunder, vid förövandet av eller med samband till brott inom denna domstols jurisdiktion, oavsett om gärningarna är i strid med nationell lagstiftning i det land där de förövats

Ledare, organisatörer, uppviglare och medhjälpare delaktiga i plan eller konspiration av ovan sagda brott är kollektivt ansvariga för planens eller konspirationens utförande.

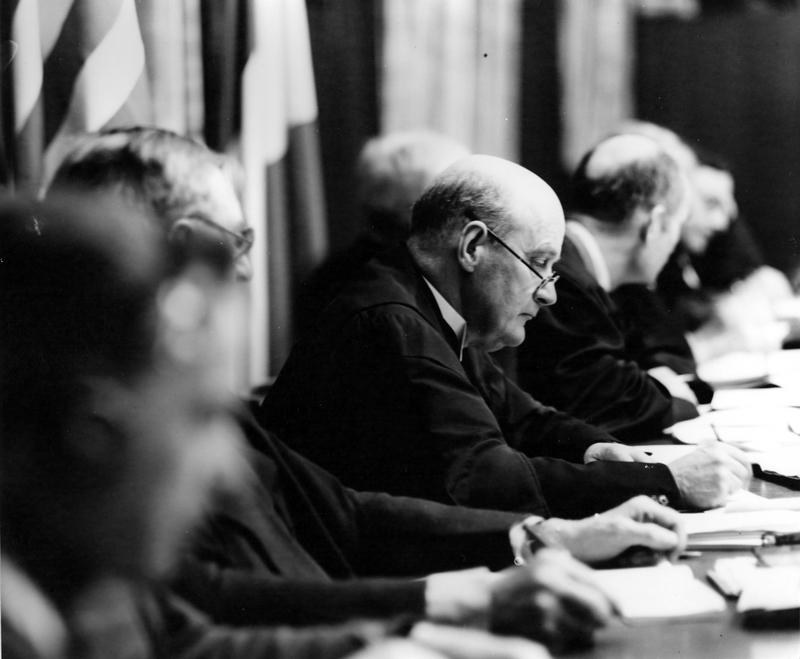
Domstolens ordförande Geoffrey Lawrence

## Domare
- Geoffrey Lawrence – huvuddomare för Storbritannien, domstolens ordförande
- Norman Birkett – suppleant för Storbritannien
- Francis Biddle – huvuddomare för USA
- John Parker – suppleant för USA
- Henri Donnedieu de Vabres – huvuddomare för Frankrike
- Robert Falco – suppleant för Frankrike
- Iona Nikitsjenko – huvuddomare för Sovjetunionen
- Alexander Voltjov – suppleant för Sovjetunionen

## Åklagare
- Robert H. Jackson
- Telford Taylor
- Benjamin B. Ferencz

## Åtalade i alfabetisk ordning
| Namn                                | Befattning                                                                                                 | Dom |
| ----------------------------------- | --- | --- |
| Martin Bormann                      | Riksminister, Führerns privatsekreterare 1941–1945, partiminister 1945                                     | Dödsdom in absentia                                                                                             |
| Karl Dönitz                         | Storamiral, chef för Kriegsmarine 1943–1945, Hitlers efterträdare                                          | 10 års fängelse                                                                                                 |
| Hans Frank                          | Generalguvernör i Polen (Generalguvernementet)                                                             | Dödsdom; avrättad                                                                                               |
| Wilhelm Frick                       | Riksinrikesminister, ordinarie riksprotektor för Böhmen-Mähren 1943–1945                                   | Dödsdom; avrättad                                                                                               |
| Hans Fritzsche                      | Byråchef på Goebbels propagandaministerium, radiotalare                                                    | Frikänd |
| Walther Funk                        | Riksbankschef 1939–1945                                                                                    | Livstids fängelse                                                                                               |
| Hermann Göring                      | Riksmarskalk, överbefälhavare för Luftwaffe                                                                | Dödsdom; begick självmord drygt två timmar före avrättningen                                                    |
| Rudolf Hess                         | Hitlers ställföreträdare; internerad i England sedan 1941                                                  | Livstids fängelse                                                                                               |
| Alfred Jodl                         | Generalstabschef, chef för OKW:s operativa avdelning                                                       | Dödsdom; avrättad, postumt frikänd 1953 av en västtysk denazifieringsdomstol men frikännandet revs upp samma år |
| Ernst Kaltenbrunner                 | Chef för RSHA, högste överlevande företrädare för SS                                                       | Dödsdom; avrättad                                                                                               |
| Wilhelm Keitel                      | Generalfältmarskalk, Chef för OKW                                                                          | Dödsdom; avrättad                                                                                               |
| Gustav Krupp von Bohlen und Halbach | Industrimagnat, koncernchef för Kruppverken                                                                | Åtalet lades ned av hälsoskäl                                                                                   |
| Robert Ley                          | Arbetsledare, chef för Deutsche Arbeitsfront                                                               | Begick självmord 25 oktober 1945, innan rättegången hade ägt rum                                                |
| Konstantin von Neurath              | Diplomat, utrikesminister 1932–1938, riksprotektor för Böhmen-Mähren 1939–1943                             | 15 års fängelse                                                                                                 |
| Franz von Papen                     | Diplomat, ambassadör i Turkiet                                                                             | Frikänd |
| Erich Raeder                        | Storamiral, chef för Kriegsmarine 1935–1943                                                                | Livstids fängelse                                                                                               |
| Joachim von Ribbentrop              | Utrikesminister 1938–1945                                                                                  | Dödsdom; avrättad                                                                                               |
| Alfred Rosenberg                    | Nationalsocialistiska tyska arbetarepartiets chefsideolog, riksminister för de ockuperade områdena i öster | Dödsdom; avrättad                                                                                               |
| Fritz Sauckel                       | Arbetsledare, generalbefullmäktigad för arbetskraftsmobiliseringen 1942–1945                               | Dödsdom; avrättad                                                                                               |
| Hjalmar Schacht                     | Riksbankschef 1933–1939, ekonomiminister 1934–1937                                                         | Frikänd |
| Baldur von Schirach                 | Riksungdomsledare, chef för Hitlerjugend 1933–1940                                                         | 20 års fängelse                                                                                                 |
| Arthur Seyss-Inquart                | Rikskommissarie i Nederländerna 1940–1945                                                                  | Dödsdom; avrättad                                                                                               |
| Albert Speer                        | Rustningsminister, chef för Organisation Todt                                                              | 20 års fängelse                                                                                                 |
| Julius Streicher                    | Gauleiter i Franken, chefredaktör för Der Stürmer                                                          | Dödsdom; avrättad                                                                                               |

## Domslut och avrättningar
Tribunalen avkunnade sina domar den 1 oktober 1946. Intensiva och långdragna överläggningar hade föregått domslutet. Diskussionen hade bland annat gällt huruvida Hess, Funk och Speer skulle dömas till döden eller erhålla fängelsestraff i Spandaufängelset. Den ryske domaren ville döma samtliga dessa tre åtalade till döden, men han fick i omröstningen inte medhåll från någon av de andra tre huvuddomarna. Den franske domaren kunde tänka sig att militärerna Keitel och Jodl skulle avrättas genom arkebusering, men han fick, i sin tur, inget gehör för sin uppfattning.
Dödsdomarna gick i verkställighet natten till den 16 oktober 1946. Eftersom Göring hade begått självmord genom att inta gift några timmar före sin hängning, blev Ribbentrop den förste att bestiga schavotten. Därefter följde i tur och ordning Keitel, Kaltenbrunner, Rosenberg, Frank, Frick, Streicher, Sauckel, Jodl och Seyss-Inquart. Hängningarna inleddes klockan 01.11 och avslutades klockan 02.57, då den siste avrättade förklarades död. De tio avrättade männens kroppar fördes till ett krematorium, enligt vissa källor i Dachau, varefter askan spreds i floden Isar, en biflod till Donau.